# Дискографія Девіда Бові
За життя англійський співак і автор пісень Девід Боуї (1947-2016) випустив 26 студійних альбомів, дев'ять концертних альбомів, два альбоми саундтреків, 26 альбомів збірок, вісім мініальбомів, 128 синглів і шість бокс-сетів. Після його смерті було випущено ще один студійний альбом, 13 концертних альбомів, один альбом саундтреків, один альбом-компіляцію, чотири мініальбоми та шість бокс-сетів. Боуї також випустив 28 відеоальбомів і 72 музичні відеокліпи. За своє життя Боуї продав щонайменше 100 мільйонів записів по всьому світу.

## Студійні альбоми
| 1967                                           | David Bowie Деталі - Реліз: 14 квітня - Лейбл: EMI                                                                                          | 67 | —  | —  | —  | —  | — | —  | — | —  | —  | —  | —  | —  | —  | 125 | —   |                                                                                   |
| 1969                                           | Space Oddity Деталі - Реліз: 14 квітня - Лейбл: EMI                                                                                         | 21 | —  | —  | 13 | —  | — | —  | — | —  | —  | —  | —  | —  | —  | 17  | 16  |                                                                                   |
| 1970                                           | The Man Who Sold the World Деталі - Реліз: 14 квітня - Лейбл: EMI                                                                           | 44 | —  | —  | —  | —  | — | —  | — | —  | —  | —  | —  | —  | —  | 24  | 105 | Список - UK: Срібний                                                              |
| 1971                                           | Hunky Dory Деталі - Реліз: 14 квітня - Лейбл: EMI                                                                                           | 39 | —  | 4  | —  | —  | — | —  | — | —  | —  | —  | —  | —  | —  | 3   | 93  | Список - UK: Платиновий                                                           |
| 1972                                           | The Rise and Fall of Ziggy Stardust and the Spiders from Mars Деталі - Реліз: 14 квітня - Лейбл: EMI                                        | 11 | —  | 1  | —  | —  | — | —  | — | 21 | —  | —  | —  | —  | 38 | 5   | 75  | Список - UK: Платиновий - US: Золотий                                             |
| 1973                                           | Aladdin Sane Деталі - Реліз: 14 квітня - Лейбл: EMI                                                                                         | 7  | —  | 8  | 20 | —  | — | —  | — | 8  | —  | 4  | —  | 11 | —  | 1   | 17  | Список - AUS: Золотий - FR: Золотий - UK: Золотий - US: Золотий                   |
| 1973                                           | Pin Ups Деталі - Реліз: 14 квітня - Лейбл: EMI                                                                                              | 4  | —  | —  | —  | —  | — | —  | — | 7  | —  | 6  | —  | 8  | —  | 1   | 23  | Список - FR: Золотий - UK: Золотий                                                |
| 1974                                           | Diamond Dogs Деталі - Реліз: 14 квітня - Лейбл: EMI                                                                                         | 3  | —  | 3  | 1  | —  | — | —  | — | 16 | —  | —  | —  | 8  | —  | 1   | 5   | Список - DE: Золотий - ES: Платиновий - FR: 2×Золотий - UK: Золотий - US: Золотий |
| 1975                                           | Young Americans Деталі - Реліз: 14 квітня - Лейбл: EMI                                                                                      | 9  | —  | —  | 17 | —  | — | —  | — | —  | —  | —  | 3  | 13 | —  | 2   | 9   | Список - AUS: Платиновий - CA: Золотий - UK: Золотий - US: Золотий                |
| 1976                                           | Station to Station Деталі - Реліз: 14 квітня - Лейбл: EMI                                                                                   | 8  | —  | 6  | —  | —  | — | —  | 3 | 15 | 67 | 3  | 9  | 8  | 11 | 5   | 3   | Список - CA: Золотий - US: Золотий                                                |
| 1977                                           | Low Деталі - Реліз: 14 квітня - Лейбл: RCA                                                                                                  | 10 | 17 | 5  | 56 | —  | — | —  | — | —  | —  | 6  | 12 | 10 | 12 | 2   | 11  | Список - CA: Золотий                                                              |
| 1977                                           | «Heroes» Деталі - Реліз: 14 квітня - Лейбл: RCA                                                                                             | 6  | 22 | —  | —  | —  | — | —  | — | 11 | —  | 3  | 15 | 13 | 13 | 3   | 35  | Список - CA: Золотий - UK: Срібний                                                |
| 1979                                           | Lodger Деталі - Реліз: 14 квітня - Лейбл: RCA                                                                                               | 11 | 13 | —  | 15 | —  | — | —  | — | —  | 32 | 5  | 3  | 11 | 9  | 4   | 20  | Список - UK: Золотий                                                              |
| 1980                                           | Scary Monsters (and Super Creeps) Деталі - Реліз: 14 квітня - Лейбл: RCA                                                                    | 1  | 20 | 6  | 15 | —  | — | 26 | — | —  | 32 | 3  | 1  | 3  | 4  | 1   | 20  | Список - UK: Золотий - CA: Платиновий                                             |
| 1983                                           | Let's Dance Деталі - Реліз: 14 квітня - Лейбл: EMI                                                                                          | 1  | 2  | —  | 2  | 17 | 2 | 3  | 1 | 5  | 6  | 1  | 1  | 1  | 1  | 1   | 4   | Список - UK: Золотий - CA: 5×Платиновий - US: Платиновий                          |
| 1984                                           | Tonight Деталі - Реліз: 14 квітня - Лейбл: EMI                                                                                              | 4  | 8  | —  | 4  | 8  | 8 | 3  | — | 7  | 32 | 1  | 4  | 3  | 4  | 1   | 11  | Список - UK: Золотий - CA: 2×Платиновий - US: Платиновий                          |
| 1987                                           | Never Let Me Down Деталі - Реліз: 14 квітня - Лейбл: EMI                                                                                    | 19 | 3  | —  | 15 | 18 | — | 13 | — | —  | 32 | 9  | 14 | 3  | 2  | 6   | 20  | Список - UK: Золотий - CA: Платиновий - US: Золотий                               |
| 1993                                           | Black Tie White Noise Деталі - Реліз: 14 квітня - Лейбл: EMI                                                                                | —  | 18 | —  | —  | —  | — | 22 | — | —  | —  | 8  | 8  | 8  | 18 | 1   | 39  | Список - UK: Золотий - CA: Золотий                                                |
| 1995                                           | Outside Деталі - Реліз: 14 квітня - Лейбл: EMI                                                                                              | 11 | 22 | 12 | 15 | 22 | — | —  | — | —  | 32 | 38 | 37 | 15 | 13 | 8   | 21  | Список - UK: Золотий                                                              |
| 1997                                           | Earthling Деталі - Реліз: 14 квітня - Лейбл: EMI                                                                                            | 45 | 15 | 5  | —  | —  | — | 40 | — | —  | 32 | 19 | 15 | 13 | 5  | 6   | 39  | Список - UK: Золотий                                                              |
| 1999                                           | «Hours…» Деталі - Реліз: 14 квітня - Лейбл: EMI                                                                                             | 33 | 2  | 12 | —  | —  | — | —  | — | —  | —  | 31 | 21 | 4  | 2  | 5   | 47  | Список - UK: Золотий - PL: Золотий                                                |
| 2002                                           | Heathen Деталі - Реліз: 14 квітня - Лейбл: EMI                                                                                              | 9  | 4  | 4  | —  | —  | — | —  | — | —  | 26 | 19 | 22 | 2  | 6  | 5   | 14  | Список - UK: Золотий - PL: Золотий                                                |
| 2003                                           | Reality Деталі - Реліз: 14 квітня - Лейбл: EMI                                                                                              | 13 | 3  | 3  | —  | 5  | 3 | —  | 2 | 4  | 47 | 14 | 14 | 2  | 5  | 3   | 29  | Список - UK: Золотий                                                              |
| 2013                                           | The Next Day Деталі - Реліз: 14 квітня - Лейбл: EMI                                                                                         | 2  | 2  | 1  | 2  | 1  | 1 | 2  | 2 | 2  | 5  | 1  | 1  | 1  | 1  | 1   | 2   | Список - UK: Золотий - CA: Золотий - PL: Золотий                                  |
| 2016                                           | Blackstar Деталі - Реліз: 8 січня - Лейбл: ISO Records, under exclusive license to Columbia Records, a Division of Sony Music Entertainment | —  | —  | —  | —  | —  | — | —  | — | —  | —  | —  | —  | —  | —  | —   | —   |                                                                                   |
| «—» ставиться, якщо альбом не потрапив в чарт. | |    |    |    |    |    |   |    |   |    |    |    |    |    |    |     |     |                                                                                   |

## Концертні альбоми
| 1974                                           | David Live Деталі - Реліз: 14 квітня - Лейбл: EMI                         | 9  | —  | 5 | — | — | — | 89 | — | 12 | —  | 2  | 8   | Список - UK: Срібний - US: 3×Платиновий |
| 1978                                           | Stage Деталі - Реліз: 14 квітня - Лейбл: EMI                              | 11 | —  | — | — | — | — | 2  | 1 | 18 | 29 | 5  | 44  | Список - UK: Срібний - US: 3×Платиновий |
| 1983                                           | Ziggy Stardust: The Motion Picture Деталі - Реліз: 14 квітня - Лейбл: EMI | 67 | —  | — | — | — | — | —  | — | —  | 42 | 17 | 89  | Список - UK: Срібний - US: 3×Платиновий |
| 1992                                           | Tin Machine Live: Oy Vey, Baby Деталі - Реліз: 14 квітня - Лейбл: EMI     | —  | —  | — | — | — | — | —  | — | —  | —  | —  | —   | Список - UK: Срібний - US: 3×Платиновий |
| 2000                                           | Bowie at the Beeb Деталі - Реліз: 14 квітня - Лейбл: EMI                  | —  | 14 | — | — | — | — | —  | — | 22 | 37 | 7  | 181 | Список - UK: Срібний - US: 3×Платиновий |
| 2008                                           | Live Santa Monica '72 Деталі - Реліз: 14 квітня - Лейбл: EMI              | —  | —  | — | — | — | — | —  | — | —  | 40 | 61 | —   | Список - UK: Срібний - US: 3×Платиновий |
| 2009                                           | VH1 Storytellers Деталі - Реліз: 14 квітня - Лейбл: EMI                   | —  | —  | — | — | — | — | —  | — | —  | —  | —  | —   | Список - UK: Срібний - US: 3×Платиновий |
| 2010                                           | A Reality Tour Деталі - Реліз: 14 квітня - Лейбл: EMI                     | —  | —  | — | — | — | — | —  | — | —  | 56 | 53 | —   | Список - UK: Срібний - US: 3×Платиновий |
| «—» ставиться, якщо альбом не потрапив в чарт. |                                                                           |    |    |   |   |   |   |    |   |    |    |    |     |                                         |

## Збірки

### Збірки 1970-х
| 1970                                           | The World of David Bowie - Дата випуску: Березень - Лейбл: Decca | —  | —  | — | — | —   | Список - UK: Платиновий                                                                |
| 1973                                           | Images 1966–1967 - Дата випуску: 8 вересня - Лейбл: A&M          | —  | —  | — | — | 144 |                                                                                        |
| 1976                                           | Changesonebowie - Дата випуску: 6 грудня - Лейбл: Fiction        | 8  | 33 | 8 | 2 | 10  | Список - UK: Срібний                                                                   |
| 1977                                           | Starting Point - Дата випуску: 6 травня - Лейбл: Fiction         | —  | —  | — | — | —   | Список - AU: 3×Платиновий - CH: Золотий - DE: Золотий - UK: Золотий - US: 2×Платиновий |
| 1979                                           | Chameleon - Дата випуску: 20 листопада - Лейбл: Fiction          | 22 | —  | 1 | — | —   | Список - ES: Золотий - UK: Золотий - US: Платиновий                                    |
| «—» ставиться, якщо альбом не потрапив в чарт. |                                                                  |    |    |   |   |     |                                                                                        |

### Збірки 2000-х
| Рік                                            | Альбом                                                                                                  | Найвищі позиції в чартах | Найвищі позиції в чартах | Найвищі позиції в чартах | Найвищі позиції в чартах | Найвищі позиції в чартах | Найвищі позиції в чартах | Найвищі позиції в чартах | Найвищі позиції в чартах | Найвищі позиції в чартах | Найвищі позиції в чартах | Найвищі позиції в чартах | Найвищі позиції в чартах | Найвищі позиції в чартах | Найвищі позиції в чартах | Сертифікації                                                                           |
| Рік                                            | Альбом                                                                                                  | AU                       | AT                       | BE                       | CA                       | CH                       | DE                       | ES                       | FR                       | NL                       | NZ                       | NO                       | SE                       | UK                       | US                       | Сертифікації                                                                           |
| ---------------------------------------------- | --- | ------------------------ | ------------------------ | ------------------------ | ------------------------ | ------------------------ | ------------------------ | ------------------------ | ------------------------ | ------------------------ | ------------------------ | ------------------------ | ------------------------ | ------------------------ | ------------------------ | -------------------------------------------------------------------------------------- |
| 2001                                           | All Saints - Дата випуску: 5 лютого - Лейбл: EMI                                                        | 60                       | —                        | —                        | —                        | —                        | —                        | —                        | —                        | —                        | 25                       | —                        | —                        | 71                       | —                        | Список - UK: Платиновий                                                                |
| 2002                                           | Best of Bowie - Дата випуску: 8 вересня - Лейбл: EMI                                                    | —                        | —                        | —                        | —                        | —                        | —                        | —                        | —                        | —                        | —                        | —                        | —                        | —                        | —                        |                                                                                        |
| 2003                                           | Club Bowie - Дата випуску: 6 грудня - Лейбл: Virgin                                                     | 13                       | —                        | —                        | —                        | —                        | 46                       | —                        | 18                       | —                        | 8                        | —                        | —                        | 26                       | 181                      | Список - UK: Срібний                                                                   |
| 1986                                           | Standing on a Beach (також відомий як Staring at the Sea) - Дата випуску: 6 травня - Лейбл: Fiction     | 23                       | —                        | —                        | 48                       | —                        | 11                       | —                        | 5                        | 6                        | 3                        | —                        | 27                       | 4                        | 48                       | Список - AU: 3×Платиновий - CH: Золотий - DE: Золотий - UK: Золотий - US: 2×Платиновий |
| 1990                                           | Mixed Up - Дата випуску: 20 листопада - Лейбл: Fiction                                                  | 12                       | 24                       | —                        | 29                       | 26                       | 19                       | 13                       | —                        | 51                       | 16                       | —                        | 31                       | 8                        | 14                       | Список - ES: Золотий - UK: Золотий - US: Платиновий                                    |
| 1991                                           | Assemblage CD Collection - Дата випуску: 1991 - Лейбл: Fiction                                          | —                        | —                        | —                        | —                        | —                        | —                        | —                        | —                        | —                        | —                        | —                        | —                        | —                        | —                        |                                                                                        |
| 1997                                           | Galore - Дата випуску: 28 жовтня - Лейбл: Fiction                                                       | 45                       | —                        | —                        | 53                       | —                        | 51                       | —                        | —                        | 81                       | —                        | —                        | 54                       | 37                       | 32                       | Список - AUS: Золотий - UK: Срібний - US: Золотий                                      |
| 2001                                           | Greatest Hits - Дата випуску: 13 листопада - Лейбл: Fiction                                             | 27                       | 34                       | 5                        | —                        | 24                       | 22                       | 9                        | 11                       | —                        | 31                       | 24                       | 48                       | 33                       | 58                       | Список - AUS: Золотий - NZ: Золотий - UK: Платиновий                                   |
| 2004                                           | Join the Dots: B-Sides & Rarities 1978>2001 The Fiction Years - Дата випуску: 27 січня - Лейбл: Fiction | —                        | —                        | 46                       | —                        | —                        | —                        | 29                       | —                        | —                        | —                        | —                        | —                        | 98                       | 106                      |                                                                                        |
| 2006                                           | 4play - Дата випуску: 10 січня - Лейбл: Fiction                                                         | —                        | —                        | —                        | —                        | —                        | —                        | —                        | —                        | —                        | —                        | —                        | —                        | —                        | —                        |                                                                                        |
| «—» ставиться, якщо альбом не потрапив в чарт. | |                          |                          |                          |                          |                          |                          |                          |                          |                          |                          |                          |                          |                          |                          |                                                                                        |

### Збірки 2010-х
| Рік                                            | Альбом                                                           | Найвищі позиції в чартах | Найвищі позиції в чартах | Найвищі позиції в чартах | Найвищі позиції в чартах | Найвищі позиції в чартах | Найвищі позиції в чартах | Найвищі позиції в чартах | Найвищі позиції в чартах | Найвищі позиції в чартах | Найвищі позиції в чартах | Найвищі позиції в чартах | Найвищі позиції в чартах | Найвищі позиції в чартах | Найвищі позиції в чартах | Сертифікації            |
| Рік                                            | Альбом                                                           | AU                       | AT                       | BE                       | CA                       | CH                       | DE                       | ES                       | FR                       | NL                       | NZ                       | NO                       | SE                       | UK                       | US                       | Сертифікації            |
| ---------------------------------------------- | ---------------------------------------------------------------- | ------------------------ | ------------------------ | ------------------------ | ------------------------ | ------------------------ | ------------------------ | ------------------------ | ------------------------ | ------------------------ | ------------------------ | ------------------------ | ------------------------ | ------------------------ | ------------------------ | ----------------------- |
| 2013                                           | Nothing Has Changed - Дата випуску: 5 лютого - Лейбл: Parlophone | 58                       | 30                       | 9                        | —                        | —                        | —                        | —                        | —                        | —                        | —                        | 14                       | 20                       | —                        | —                        | Список - UK: Платиновий |
| 2016                                           | Legacy                                                           |                          |                          |                          |                          |                          |                          |                          |                          |                          |                          |                          |                          |                          |                          |                         |
| 2022                                           | Divine Symmetry                                                  |                          |                          |                          |                          |                          |                          |                          |                          |                          |                          |                          |                          |                          |                          |                         |
| «—» ставиться, якщо альбом не потрапив в чарт. |                                                                  |                          |                          |                          |                          |                          |                          |                          |                          |                          |                          |                          |                          |                          |                          |                         |

## Сингли

### Сингли 1980-х
| Рік                                          | Сингл                               | Позиція в чартах | Позиція в чартах | Позиція в чартах | Позиція в чартах | Позиція в чартах | Позиція в чартах | Позиція в чартах | Позиція в чартах | Позиція в чартах | Позиція в чартах | Позиція в чартах | Позиція в чартах | Позиція в чартах | Позиція в чартах | Позиція в чартах | Позиція в чартах | Альбом                            |
| Рік                                          | Сингл                               | AU               | AT               | BE               | CA               | CH               | DE               | ES               | FR               | IE               | IT               | NL               | NZ               | UK               | US               | US Mod           | ZA               | Альбом                            |
| -------------------------------------------- | ----------------------------------- | ---------------- | ---------------- | ---------------- | ---------------- | ---------------- | ---------------- | ---------------- | ---------------- | ---------------- | ---------------- | ---------------- | ---------------- | ---------------- | ---------------- | ---------------- | ---------------- | --------------------------------- |
| 1980                                         | «Alabama Song»                      | —                | —                | —                | —                | —                | —                | —                | —                | —                | —                | —                | —                | 23               | —                | —                | —                | Неальбомний сингл                 |
| 1981                                         | «Crystal Japan»                     | —                | —                | —                | —                | —                | —                | —                | —                | —                | —                | —                | —                | —                | —                | —                | —                | Неальбомний сингл                 |
| 1981                                         | «Ashes to Ashes»                    | 3                | 6                | 15               | 35               | 11               | 9                | —                | —                | —                | —                | —                | —                | 1                | —                | —                | —                | Scary Monsters (And Super Creeps) |
| 1982                                         | «Fashion»                           | 27               | —                | —                | —                | —                | —                | —                | —                | —                | —                | —                | —                | 5                | 70               | —                | 8                | Scary Monsters (And Super Creeps) |
| 1983                                         | «Scary Monsters (And Super Creeps)» | —                | —                | —                | —                | —                | —                | —                | —                | —                | —                | —                | —                | 20               | —                | —                | —                | Scary Monsters (And Super Creeps) |
| 1983                                         | «Up the Hill Backwards»             | —                | —                | —                | —                | —                | —                | —                | —                | —                | —                | —                | —                | 32               | —                | —                | —                | Scary Monsters (And Super Creeps) |
| 1984                                         | «Under Pressure»                    | 6                | 10               | 5                | —                | 10               | 21               | —                | —                | —                | —                | —                | —                | 1                | 29               | 7                | 4                | Hot Space                         |
| 1985                                         | «Wild Is the Wind»                  | —                | —                | —                | —                | —                | —                | —                | —                | —                | —                | —                | —                | 24               | —                | —                | —                | The Head on the Door              |
| 1985                                         | «Cat People (Putting Out Fire)»     | 15               | —                | —                | —                | 8                | —                | —                | —                | —                | —                | —                | —                | 26               | 67               | 9                | —                | The Head on the Door              |
| 1986                                         | «Peace on Earth/Little Drummer Boy» | —                | —                | —                | —                | —                | —                | —                | —                | —                | —                | —                | —                | 3                | —                | —                | —                | Неальбомний сингл                 |
| 1987                                         | «Let's Dance»                       | 2                | 2                | 1                | 1                | 1                | 2                | —                | —                | —                | —                | —                | —                | 1                | 1                | 8                | 2                | Kiss Me, Kiss Me, Kiss Me         |
| 1987                                         | «China Girl»                        | 15               | 9                | 3                | —                | 8                | —                | —                | —                | —                | —                | —                | —                | 2                | 10               | 3                | 17               | Kiss Me, Kiss Me, Kiss Me         |
| 1987                                         | «Modern Love»                       | 6                | —                | 3                | —                | 17               | 27               | —                | —                | —                | —                | —                | —                | 2                | 14               | 6                | —                | Kiss Me, Kiss Me, Kiss Me         |
| 1988                                         | «Without You»                       | —                | —                | —                | —                | —                | —                | —                | —                | —                | —                | —                | —                | —                | 73               | —                | —                | Kiss Me, Kiss Me, Kiss Me         |
| 1989                                         | «White Light/White Heat»            | —                | —                | —                | —                | —                | —                | —                | —                | —                | —                | —                | —                | 46               | —                | —                | —                | Disintegration                    |
| 1989                                         | «Blue Jean»                         | —                | —                | —                | —                | —                | —                | —                | —                | —                | —                | —                | —                | 6                | 8                | 2                | —                | Disintegration                    |
| 1989                                         | «Tonight»                           | —                | —                | —                | —                | —                | —                | —                | —                | —                | —                | —                | —                | 53               | 53               | 32               | —                | Disintegration                    |
| «—» ставиться, якщо сингл не потрапив в чарт |                                     |                  |                  |                  |                  |                  |                  |                  |                  |                  |                  |                  |                  |                  |                  |                  |                  |                                   |

### Сингли 1990-х
| 1990                                         | «Fame '90»                 | —  | —  | —  | —  | —  | —  | — | — | — | — | — | —  | —  | —  | —  | Неальбомний сингл                 |
| 1981                                         | «Real Cool World»          | —  | —  | —  | —  | —  | —  | — | — | — | — | — | —  | —  | —  | —  | Неальбомний сингл                 |
| 1981                                         | «Jump They Say»            | 3  | 6  | 15 | 35 | 11 | 9  | — | — | — | — | — | —  | —  | —  | —  | Scary Monsters (And Super Creeps) |
| 1982                                         | «Black Tie White Noise»    | 27 | —  | —  | —  | —  | —  | — | — | — | — | — | —  | 70 | —  | 8  | Scary Monsters (And Super Creeps) |
| 1983                                         | «Miracle Goodnight»        | —  | —  | —  | —  | —  | —  | — | — | — | — | — | —  | —  | —  | —  | Scary Monsters (And Super Creeps) |
| 1983                                         | «The Buddha of Suburbia»   | —  | —  | —  | —  | —  | —  | — | — | — | — | — | —  | —  | —  | —  | Scary Monsters (And Super Creeps) |
| 1984                                         | «Ziggy Stardust»           | 6  | 10 | 5  | —  | 10 | 21 | — | — | — | — | — | —  | 29 | 7  | 4  | Hot Space                         |
| 1985                                         | «The Hearts Filthy Lesson» | —  | —  | —  | —  | —  | —  | — | — | — | — | — | —  | —  | —  | —  | The Head on the Door              |
| 1985                                         | «Strangers When We Meet»   | 15 | —  | —  | —  | —  | —  | — | — | — | — | — | 26 | 67 | 9  | —  | The Head on the Door              |
| 1986                                         | «Hallo Spaceboy»           | —  | —  | —  | —  | —  | —  | — | — | — | — | — | —  | —  | —  | —  | Неальбомний сингл                 |
| 1987                                         | «Telling Lies»             | 2  | 2  | 1  | 1  | 1  | 2  | — | — | — | — | — | 1  | 1  | 8  | 2  | Kiss Me, Kiss Me, Kiss Me         |
| 1987                                         | «Little Wonder»            | 15 | 9  | 3  | —  | —  | —  | — | — | — | — | — | 2  | 10 | 3  | 17 | Kiss Me, Kiss Me, Kiss Me         |
| 1987                                         | «Dead Man Walking»         | 6  | —  | 3  | —  | 17 | —  | — | — | — | — | — | 2  | 14 | 6  | —  | Kiss Me, Kiss Me, Kiss Me         |
| 1988                                         | «I'm Afraid of Americans»  | —  | —  | —  | —  | —  | —  | — | — | — | — | — | —  | —  | —  | —  | Kiss Me, Kiss Me, Kiss Me         |
| 1989                                         | «Seven Years In Tibet»     | —  | —  | —  | —  | —  | —  | — | — | — | — | — | —  | —  | —  | —  | Disintegration                    |
| 1989                                         | «Blue Jean»                | —  | —  | —  | —  | —  | —  | — | — | — | — | — | —  | 8  | 2  | —  | Disintegration                    |
| 1989                                         | «Tonight»                  | —  | —  | —  | —  | —  | —  | — | — | — | — | — | 53 | 53 | 32 | —  | Disintegration                    |
| «—» ставиться, якщо сингл не потрапив в чарт |                            |    |    |    |    |    |    |   |   |   |   |   |    |    |    |    |                                   |

## Відеоальбоми
| 1984                                           | Serious Moonlight - Дата випуску: 5 лютого - Лейбл: Pioneer Artists         | —  | — | — | — | — | — | — | — | — | Список - US: 4×Платиновий                                                              |
| 1984                                           | Love You till Tuesday - Дата випуску: 8 вересня - Лейбл: Elektra            | —  | — | — | — | — | — | — | — | — | Список - US: 7×Платиновий                                                              |
| 1992                                           | Jazzin' for Blue Jean - Дата випуску: 6 грудня - Лейбл: Elektra             | —  | — | — | — | — | — | — | — | — | Список - US: 13×Платиновий                                                             |
| 1985                                           | Ricochet - Дата випуску: 6 травня - Лейбл: Elektra                          | —  | — | — | — | — | — | — | — | — | Список - AU: 3×Платиновий - CH: Золотий - NZ: Золотий - UK: Золотий - US: 2×Платиновий |
| 1987                                           | Day-In Day-Out - Дата випуску: 20 листопада - Лейбл: Elektra                | —  | — | — | — | — | — | — | — | — | Список - ES: Золотий - UK: Золотий - US: Платиновий                                    |
| 2006                                           | Glass Spider - Дата випуску: 1991 - Лейбл: Warner Bros.                     | —  | — | — | — | — | — | — | — | — |                                                                                        |
| 1992                                           | Tin Machine Live: Oy Vey, Baby - Дата випуску: 28 жовтня - Лейбл: Universal | —  | — | — | — | — | — | — | — | — | Список - AUS: Золотий - UK: Срібний - US: Золотий                                      |
| 1993                                           | Black Tie White Noise - Дата випуску: 30 листопада - Лейбл: Universal       | —  | — | — | — | — | — | — | — | — | Список - AUS: Золотий - NZ: Золотий - UK: Платиновий                                   |
| 1993                                           | The Video Collection - Дата випуску: 1 листопада - Лейбл: Universal         | —  | — | — | — | — | — | — | — | — |                                                                                        |
| 2002                                           | Best of Bowie - Дата випуску: 10 грудня - Лейбл: Blackened                  | 7  | — | — | — | — | — | — | 1 | — |                                                                                        |
| 2004                                           | A Reality Tour - Дата випуску: 10 грудня - Лейбл: Blackened                 | 14 | — | — | — | — | — | — | 3 | — |                                                                                        |
| «—» ставиться, якщо альбом не потрапив в чарт. |                                                                             |    |   |   |   |   |   |   |   |   |                                                                                        |

## Музичні відео
| Рік  | Пісня                          | Режисер            |
| ---- | ------------------------------ | ------------------ |
| 1972 | «John, I'm Only Dancing»       | Пірс Бедфорд       |
| 1972 | «The Jean Genie»               | Девід Хіллер       |
| 1972 | «Space Oddity»                 | Девід Хіллер       |
| 1973 | «Life on Mars?»                | Боб Рікерд         |
| 1977 | «Be My Wife»                   | Боб Рікерд         |
| 1977 | «Heroes»                       | Мік Менсфілд       |
| 1979 | «The Hanging Garden»           | Кріс Гебрін        |
| 1979 | «Let's Go to Bed»              | Тім Поуп           |
| 1979 | «The Walk»                     | Тім Поуп           |
| 1980 | «The Lovecats»                 | Тім Поуп           |
| 1980 | «The Caterpillar»              | Тім Поуп           |
| 1985 | «In Between Days»              | Тім Поуп           |
| 1985 | «Close to Me»                  | Тім Поуп           |
| 1986 | «Killing an Arab»              | Тім Поуп           |
| 1986 | «Boys Don't Cry»               | Тім Поуп           |
| 1986 | «Jumping Someone Else's Train» | Тім Поуп           |
| 1986 | «A Night Like This»            | Тім Поуп           |
| 1987 | «Why Can't I Be You?»          | Тім Поуп           |
| 1987 | «Catch»                        | Тім Поуп           |
| 1987 | «Just Like Heaven»             | Тім Поуп           |
| 1988 | «Hot Hot Hot!!!»               | Тім Поуп           |
| 1989 | «Lullaby»                      | Тім Поуп           |
| 1989 | «Fascination Street»           | Тім Поуп           |
| 1989 | «Lovesong»                     | Тім Поуп           |
| 1990 | «Pictures of You»              | Тім Поуп           |
| 1990 | «Never Enough»                 | Тім Поуп           |
| 1990 | «Close to Me» (remix)          | Тім Поуп           |
| 1992 | «High»                         | Тім Поуп           |
| 1992 | «Friday I'm in Love»           | Тім Поуп           |
| 1992 | «A Letter to Elise»            | Обрі Павелл        |
| 1996 | «The 13th»                     | Софі Мюллер        |
| 1996 | «Mint Car»                     | Річард Хеслоп      |
| 1996 | «Gone!»                        | Стів Ганфт         |
| 1997 | «Wrong Number»                 | Тім Поуп           |
| 2001 | «Cut Here»                     | Річард Ентоні      |
| 2001 | «Just Say Yes»                 | Річард Ентоні      |
| 2004 | «The End of the World»         | Флорія Сігізмонді  |
| 2004 | «Taking Off»                   | The Saline Project |
| 2004 | «alt.end»                      | The Saline Project |
| 2008 | «The Only One»                 |                    |
| 2008 | «Freakshow»                    |                    |
| 2008 | «Sleep When I'm Dead»          |                    |
| 2008 | «The Perfect Boy»              |                    |